# Se på mig
"Se på mej" (även skrivet som "Se på mig") är en ballad som Jan Johansen framförde i Eurovision Song Contest 1995. Låten skrevs av Ingela "Pling" Forsman, Bobby Ljunggren och Håkan Almqvist. Den vann den svenska Melodifestivalen 1995 och kom på tredje plats för Sverige i ESC i Dublin. Sverige var storfavorit detta år. Anders Berglund dirigerade orkestern. Ett tekniskt missöde inträffade under framförandet, då de förinspelade stråkarna försvann. Låten fick tolv poäng från Irland, Tyskland och Danmark. Den ledde ett tag men kom på tredje plats med 100 poäng. 

## Tillkomst och versioner
Johansen hade en avtalad tid med en låtskrivare, men hade kommit till studion för tidigt. När han oväntat dök upp lät Ljunggren och Almqvist honom provsjunga "Se på mig". Låten var egentligen skriven till Christer Björkman.
Låten framfördes i pausnumret under Melodifestivalen 2009 av Darin Zanyar, ackompanjerad av cello, och piano, under fjärde deltävlingen i Malmö.

## Singeln
Singeln toppade den svenska singellistan.
Melodin låg på Svensktoppen i 27 veckor under perioden 6 maj-4 november 1995, varv de 17 första på förstaplatsen .
"Se på mig" nominerades till en Grammis för årets låt. Grammisen vanns av Cecilia Vennerstens Melodifestivaltvåa från samma år, "Det vackraste" .
På Tracks blev den 1995 års femte största hit.

## Låtlista
1. "Se på mig" - svenskspråkig version
2. "Another Night" - engelskspråkig version
3. "Se på mig" - instrumental version

## Listplaceringar
| Lista (1995) | Position |
| ------------ | -------- |
| Sverige      | 1        |